# Johannes Gabriel Granö
Johannes Gabriel Granö (Lapua, 14 marzo 1882 – Helsinki, 23 febbraio 1956) è stato un esploratore e geografo finlandese, noto per le esplorazioni in Mongolia e Siberia.
Fu professore nelle università di Helsinki, Tartu e Turku.